# 나이트존
《나이트존》(Nightjohn)은 미국에서 제작된 찰스 버넷 감독의 1996년 드라마 영화이다. 이 영화는 남부 플렌테이션에서 희망 없는 삶을 사는 앨리슨 존스가 연기하는 사니(Sarny)라는 이름의 한 노예 여성에 관한 이야기를 다루고 있다. 보 브리지스 등이 주연으로 출연하였고 데니스 머피 등이 제작에 참여하였다.

## 출연

### 주연
- 보 브리지스
- 제랄드 브라운

### 조연
- 가브리엘 카세우스
- 빌 콥스
- 데보라 듀크
- 섀넌 유뱅스
- 브루스 에버스
- 존 P. 포드 3세
- 모니카 포드

## 기타
- 원작자: 게리 폴슨
- 공동제작: 빌 케인
- 공동제작: 존 랜드그라프
- 미술: 나오미 쇼핸
- 의상: 샤렌 데이비스
- 배역: 주디스 홀스트러